# دزنی مجیک
دزنی مجیک (به انگلیسی: Disney Magic) یک کشتی است که طول آن ۹۸۴ فوت (۳۰۰ متر) می‌باشد. این کشتی در سال ۱۹۹۸ ساخته شد.